# Каїмо Кууск
Каїмо Кууск (ест. Kaimo Kuusk) — естонський розвідник та дипломат. Надзвичайний і Повноважний Посол Естонської Республіки в Україні (2019).

## Життєпис
У 1998 році закінчив Тартуський університет, факультет суспільних наук, кафедра політології (дипломна робота: Російська геополітика після холодної війни як зовнішньополітична стратегія).
У 1998—2019 рр. — працював у Службі зовнішньої розвідки Естонії, директором департаменту (1998-2008), заступником Генерального директора служби (2008-2019). До 2013 року — півзахисник естонського футбольного клубу «Toompea»
У 2019 році — керівник відділу Східної Європи та Центральної Азії Міністерства закордонних справ Естонії.
11 липня 2019 року Указом Президента Естонської Республіки Керсті Кальюлайд призначений Надзвичайним і Повноважним Послом Естонії в Україні. 1 серпня 2019 року прибув до Києва
6 серпня 2019 року вручив копії вірчих грамот заступнику Міністра закордонних справ з питань європейської інтеграції Олені Зеркаль.
11 вересня 2019 року вручив вірчі грамоти Президенту України Володимиру Зеленському.
|  | «Україна є зовнішньополітичним пріоритетом Естонії», - Каїмо Кууск |

## Нагороди та відзнаки
- Орден Білої зірки V класу (Естонія) (2006)[11]
- Орден Державного герба III класу (Естонія) (2023)[12]
- Орден «За заслуги» ІІ ступеня (Україна, 4 вересня 2023) — за вагомий особистий внесок у зміцнення міждержавного співробітництва, підтримку державного суверенітету та територіальної цілісності України, популяризацію Української держави у світі[13].